# راؤول هنتر
راؤول هنتر هو نحات كندي، ولد في 18 يونيو 1926 في Saint-Cyrille-de-Lessard ‏ في كندا، وتوفي في 10 ديسمبر 2018 في مدينة كيبك في كندا.

## معرض صور

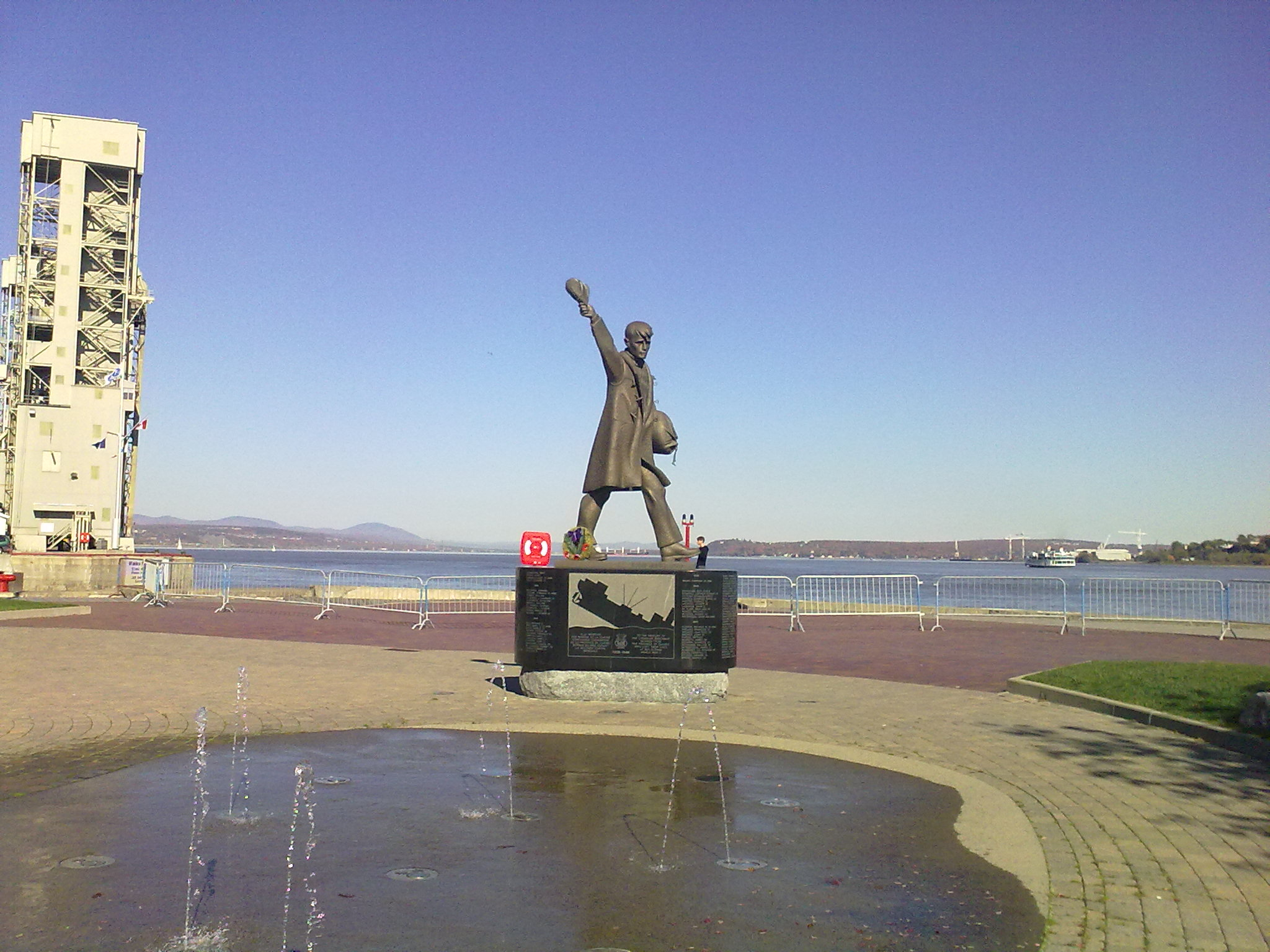
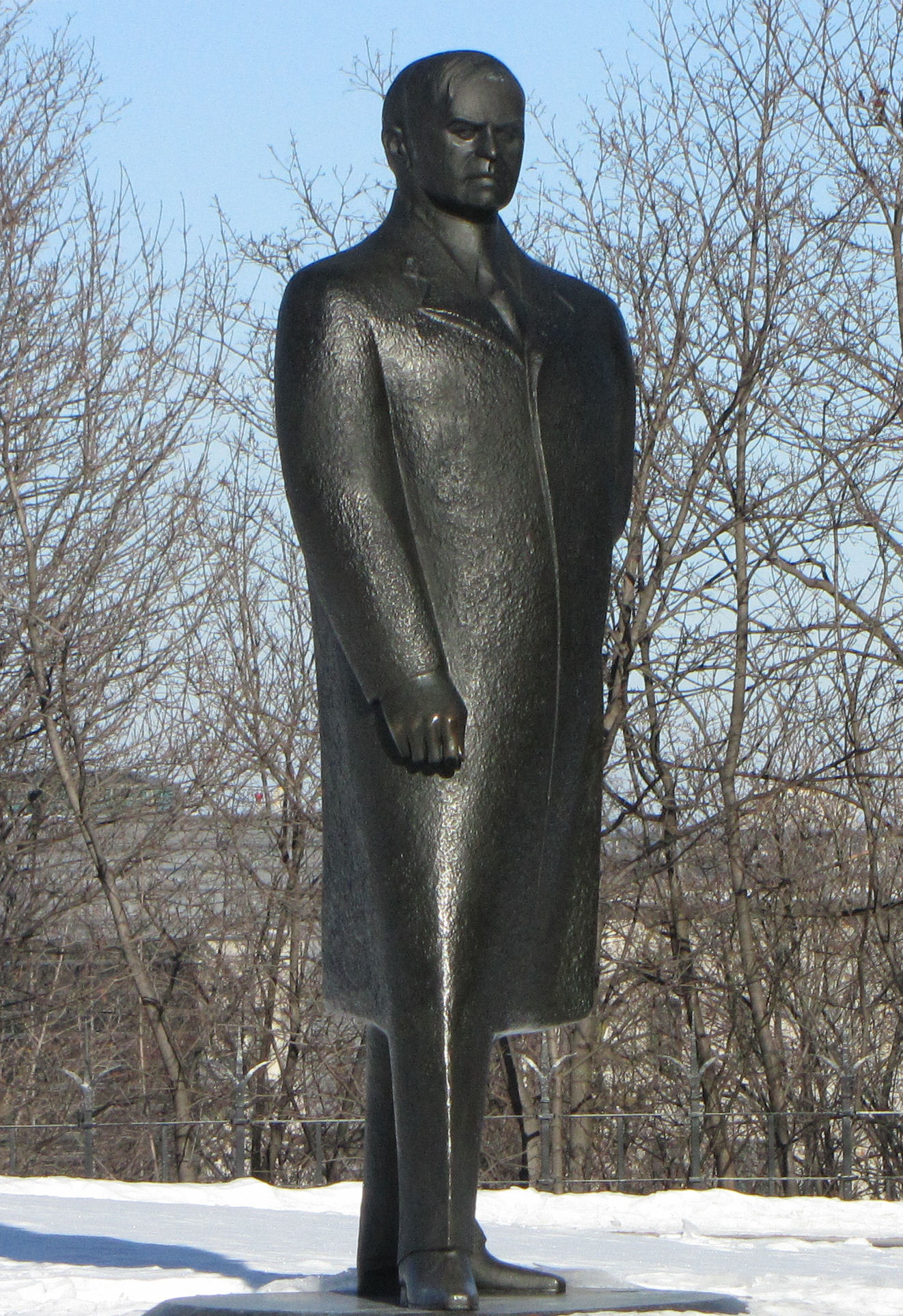
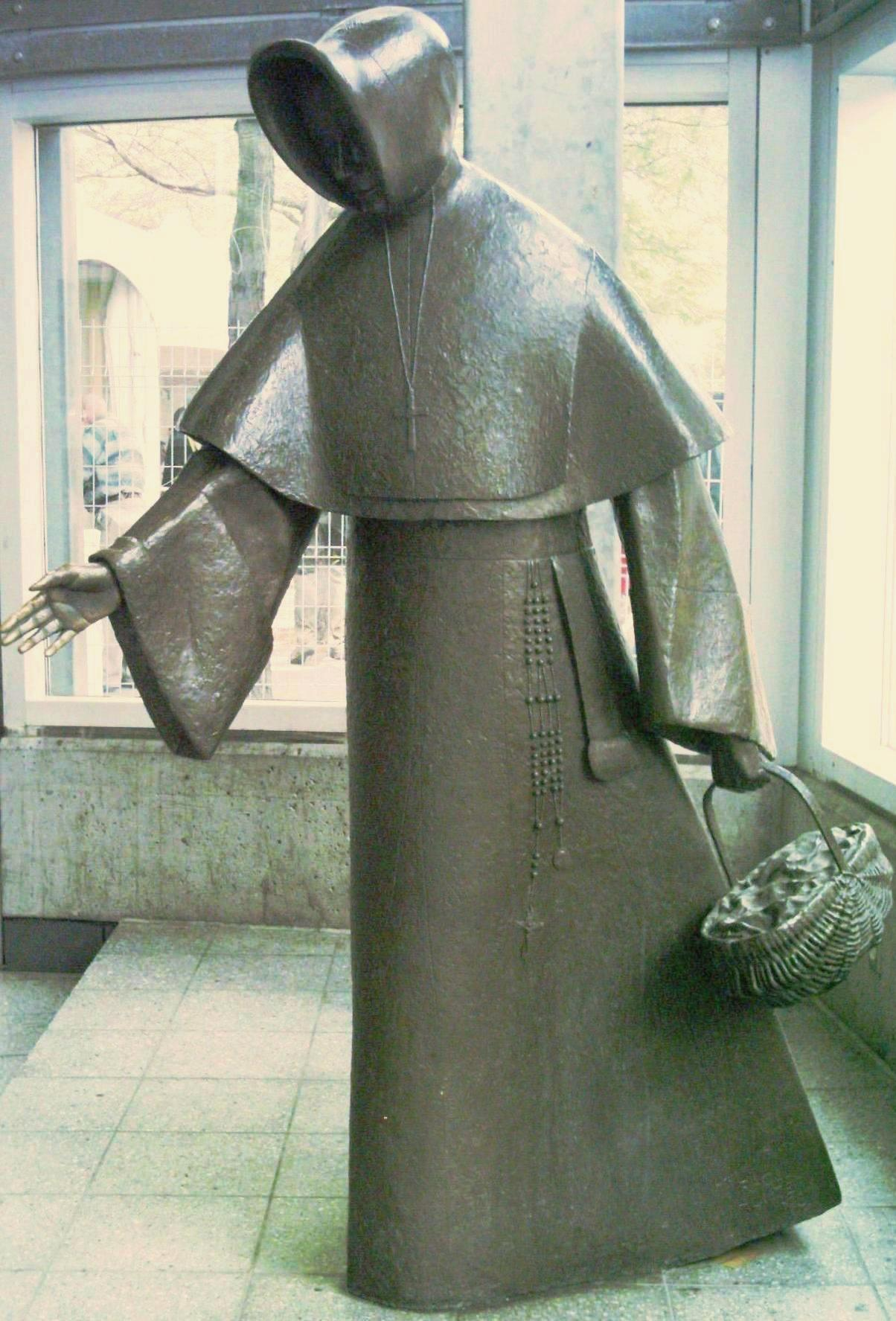